# Koringa
Renée Bernard, plus connue par son nom de scène Koringa (née en 1913 à Bordeaux et morte en 1976) est une artiste de cirque et charmeuse de serpents française. Au cours de sa carrière, elle était présentée comme « la seule femme fakir au monde ».

## Biographie
Renée Bernard est née en France en 1913, à Bordeaux. Elle est détectée par Bertram Mills (en) en 1937, alors qu’elle se produit déjà avec un cirque itinérant ; elle rejoint alors le Mills Brothers Circus. Ses premiers numéros consistent à marcher ou dancer sur des lames, auxquels elle ajoute ensuite le dressage et la manipulation de serpents et de crocodiles. Pour satisfaire les attentes du public en matière d’exotisme, elle crée et incarne le personnage de Koringa, née en Inde, orpheline et éduquée par des fakirs et mages de Bikaner dont elle aurait appris les pouvoirs surnaturels et hypnotiques. L’apparence qu’elle adopte fait également appel aux codes esthétiques associés à l’Inde, notamment au bindi. Pendant un temps, elle joue le rôle d’assistante du fakir Blacaman (de son nom de naissance Pietro Aversa, italien).
Sa troupe comporte des assistants, plusieurs serpents et quatre ou cinq crocodiles, dont le plus imposant est nommé Churchill (en référence à Winston Churchill) ; une partie de sa performance consiste à l’hypnotiser et à se tenir debout sur sa tête. Cet animal serait à l’origine du nom du Churchill Crocodile.
Lors de la Seconde Guerre mondiale, elle participe à la résistance, tout comme Cyril Bertram Mills, son ancien patron, qui se consacre à l’espionnage pour le compte du Royaume-Uni.
Après la guerre, elle continue ses représentations en France, à Paris et dans le reste du pays, dans le cadre du cirque Pinder en 1956.
Elle prend sa retraite en 1968 et meurt en 1976 à Villiers-le-Bel.